# Полынин, Евгений Михайлович
Евгений Михайлович Полынин (19 февраля 1914 года — 29 декабря 1984 года) — участник Великой Отечественной и советско-японской войн, старший сержант, командир отделения связи штабной батареи 298-го артиллерийского полка 192-й стрелковой дивизии, полный кавалер ордена Славы.

## Биография
Родился 19 февраля 1914 года в посёлке Жилая Коса Гурьевской области (ныне Жылыойский район Атырауской области Казахстана) в семье крестьянина. Русский. Окончил 8 классов школы. Был рыбаком в колхозе. С 1931 года проживал в городе Гурьев, работал плотником Балыкшинского рыбоконсервного комбината. Член ВКП (б) с 1944 года.
В июле 1941 года был призван Гурьевским РВК в Красную Армию. Сначала служил на Дальнем Востоке. Окончил трёхмесячные курсы радиотелеграфистов в Хабаровске. В мае 1942 года был направлен связистом на Западный фронт в 112-ю отдельную стрелковую бригаду 33-й армии, дислоцировавшейся в 60 км западнее Москвы.
Участвовал в кровопролитных сражениях на Ржевско-Вяземском направлении. Первый бой принял в августе 1942 года возле города Медынь на тот момент Смоленской, а ныне Калужской области. Под огнём противника лично устранил множество обрывов телефонных проводов от осколков снарядов и мин. Только за один день боя у высоты под Медынью товарищ Полынин Е. М. более десяти раз выходил на ликвидацию порывов линий связи.
Свою первую награду, орден Красной Звезды, получил в боях в восточной части Смоленской области, когда будучи связистом заменил раненого наводчика и принял на себя управление орудийным расчётом отдельного артиллерийского дивизиона 76 мм пушек. Из наградного листа:

Товарищ Полынин во время боя с немецкими захватчиками 11.01.1943 года в районе Скугорево проявил мужество и геройство. Заменил раненого наводчика, огнём его орудия подавил 2 пулемётные точки, миномётную батарею и уничтожил 40 гитлеровцев.
В мае 1943 года 112-я отдельная стрелковая бригада была обращена на формирование 192-й стрелковой дивизии (2-го формирования) 68-й армии Западного фронта. Полынин Е. М. оказался в составе 298-го артиллерийского полка и прошел с ним до конца войны. В ходе Спас-Деменской операции в августе 1943 года за участие в прорыве вражеской обороны у деревни Щёки Смоленской области получил свою вторую награду, медаль «За отвагу».
Первый орден Славы заслужил в конце июня 1944 года в боях за деревню Гармоны Дубровенского района Витебской области Белоруссии в ходе Витебско-Оршанской операции 3-го Белорусского фронта. Под сильным артиллерийским и миномётным огнём противника обеспечил бесперебойную работу телефонной линии, соединявшей командира полка с подразделениями. Лично устранил в тот день двадцать пять порывов связи. Из наградного листа:

Сержант Полынин Евгений Михайлович показал себя дисциплинированным, храбрым бойцом 23.06.1944 года в прорыве обороны противника в районе севернее 1 км деревни Гармоны Дубровенского района Витебской области.
Под сильным артиллерийским и миномётным огнём сержант Полынин Евгений Михайлович несмотря на сильный миномётный обстрел своевременно устранил порывы телефонных линий, обеспечивавших работу полка. В результате было устранено до 25 порывов.
Сержант Полынин ранее себя показал и отличился в боях с коварным врагом, за что и был награждён в прошедших боях. Сержант Полынин достоин получения ордена Славы III степени.
13 января 1945 года в ходе Инстербургской операции разгорелись ожесточённые бои близ населённого пункта Вильтаутен, расположенного в четырёх километрах северо-восточнее посёлка Пилькаллен в Восточной Пруссии.
Артиллерийский полк готовился к атаке, поэтому нужен был «язык». Подобрали отделение из 12 разведчиков, определили группу захвата и поддержки. Сержант Полынин должен был обеспечивать связь командования с разведчиками, проникшими вглубь вражеской линии обороны, и докладывать о ходе операции для обеспечения безопасного прохода группы захвата. Операция закончилась успешно, от фашистского офицера были получены ценные сведения.
Ранним утром скорректированный огонь артиллерийского полка обрушился на позиции противника. Отделение сержанта Полынина обеспечило телефонной связью командира артдивизиона, находившегося в боевом расположении, с наблюдательным пунктом командира полка. Одиннадцать раз в течение трёх часов восстанавливал связь Полынин. В последний раз не хватило провода. Разорванные концы он привязал к шомполу винтовки.
15 января сержант Полынин западнее Вильтаутен давал связь для передового артиллерийского наблюдательного пункта. Находясь на ответственном участке, лично увлёк за собой в атаку пехотинцев, первым ворвался в траншею противника.
Вот что говорится в самом наградном листе:

13 января 1945 года в районе Вильтаутен (Восточная Пруссия) отделение сержанта Полынина обеспечило бесперебойную работу линии, связывающей наблюдательный пункт командира полка с наблюдательным пунктом командира дивизиона, находившегося в боевых порядках пехоты, несмотря на ожесточённый артиллерийско-миномётный обстрел противником.
Сам сержант Полынин только за 3 часа боя устранил с риском для жизни 11 порывов линий, непрерывно находясь в зоне ожесточённого огневого воздействия противника, чем обеспечил бесперебойную огневую поддержку пехоты и содействовал выполнению её боевой задачи.
15 января 1945 года в районе западнее Вильтаутен непрерывно давал линию вслед за передовым артиллерийским наблюдателем, двигавшимся в боевых порядках пехоты, и, правильно расставив людей и лично находясь на самом ответственном участке, обеспечил живучесть линии, благодаря чему пехота имела непрерывную огневую поддержку нашей артиллерии. В числе первых ворвался в немецкую траншею и принял участие в отражении вражеской контратаки.
За этот героический подвиг был награждён орденом Славы II степени.
В апреле 1945 года на заключительных этапах Восточно-Прусской операции, будучи уже в звании старшего сержанта, Полынин Е. М. блестяще проявил себя во время штурма Кёнигсберга, а также в последующих боях, за что был награждён сразу двумя орденами. За успешное выполнение боевых заданий командования в Кёнигсбергской операции получил орден Красной Звезды. Из наградного листа:

Товарищ Полынин, работая начальником направления связи, в период наступательных боёв с 6 по 9 апреля 1945 года показал себя как умелый, опытный младший командир. В боях за населённые пункты Раблякен и Ляндкайм товарищ Полынин обслуживал линию связи, соединяющую наблюдательный пункт командира 2-го дивизиона и наблюдательный пункт командира полка. Линия связи от сильного артиллерийского обстрела часто выходила из строя, товарищ Полынин несмотря на артиллерийский огонь противника лично выходил на линию и устранял повреждения. В бою, когда противник контратаковал наши наступающие части, товарищ Полынин быстро вызвал артиллерийский огонь, в результате чего контратака противника была отбита. Когда вышел из строя командир взвода связи, товарищ Полынин заменил вышедшего из строя командира.
Далее события разворачивались уже в рамках Земландской операции. Из наградного листа на орден Славы I степени:

В разгар ожесточённых боёв при прорыве сильно укрепленной обороны противника в районе господского двора Ляндкайм был тяжело ранен командир взвода связи. Старший сержант Полынин принял на себя командование взводом и в трудных условиях ожесточённого сопротивления немцев, по несколько раз в день переходивших в контратаку и державших под непрерывным обстрелом наши боевые порядки, сумел организовать беспрерывно действовавшую систему связи. Лично находился на наиболее опасных и ответственных направлениях. Только за 3 часа боя 15 апреля в районе станции Зеераппен устранил под сильным ружейно-пулемётным огнём противника 12 порывов на линии, связывавшей передового артиллерийского наблюдателя с наблюдательным пунктом командира полка. В числе первых ворвался в Зеераппен и, возглавив группу бойцов, очистил от немцев один опорный пункт.
Продолжая командовать взводом в последующих боях 16-17 апреля за Гросс-Блюменау, Касперсгаузен и Фишхаузен, обеспечил командованию непрерывное управление огнём полка, благодаря чему пехота имела своевременную поддержку артиллерии.
Указом Президиума Верховного Совета от 29 мая 1945 года за успешное выполнение боевых заданий командования и проявленные при этом личное мужество и отвагу, за умелое руководство в бою отделением, а затем и взводом связи, старший сержант Полынин Евгений Михайлович был удостоен ордена Славы I степени, став полным кавалером ордена Славы.
Но война для него закончилась не сразу. В конце мая 1945 года вместе с дивизией был вновь направлен на Дальний Восток в состав войск Забайкальского фронта для борьбы с милитаристской Японией. Участвовал в боевых действиях против Квантунской армии с 9 августа по 3 сентября 1945 года.
Вернулся домой в октябре 1945 года. Устроился плотником на нефтеперерабатывающий завод, где работал до ухода на пенсию. За ударный труд получил десятки благодарностей и Грамоту Верховного Совета Казахской ССР. Являясь пенсионером республиканского значения, Евгений Михайлович вел большую работу по военно-патриотическому воспитанию молодежи, часто выступал перед трудовыми коллективами, проводил уроки мужества в школах и учебных заведениях. Ушёл из жизни 29 декабря 1984 года.

## Награды
- Орден Славы III степени[3]
- Орден Славы II степени[5]
- Орден Славы I степени[7]
- Орден Красной Звезды[1]
- Орден Красной Звезды[6]
- Медаль «За отвагу»[2]
- Орден Отечественной войны I степени[11]
- Медаль «За взятие Кёнигсберга»
- Медаль «За победу над Германией в Великой Отечественной войне 1941—1945 гг.»
- Медаль «За победу над Японией»
- Юбилейная медаль «Двадцать лет Победы в Великой Отечественной войне 1941—1945 гг.»
- Юбилейная медаль «Тридцать лет Победы в Великой Отечественной войне 1941—1945 гг.»
- Медаль «Ветеран труда»
- Юбилейная медаль «50 лет Вооружённых Сил СССР»
- Юбилейная медаль «60 лет Вооружённых Сил СССР»
- Нагрудный знак «25 лет Победы в Великой Отечественной войне»

## Память

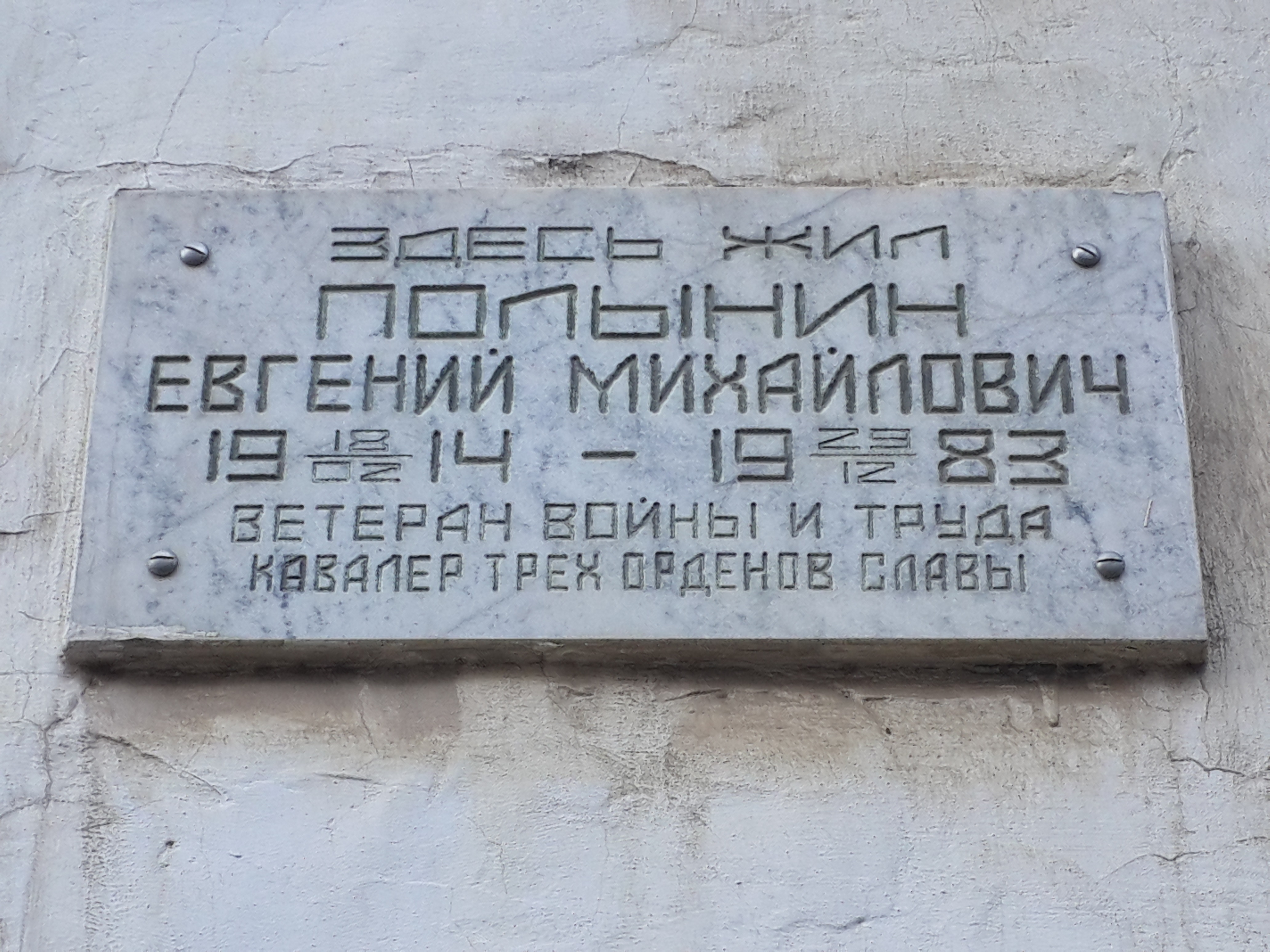
Полынин Е. М. мемориальная табличка

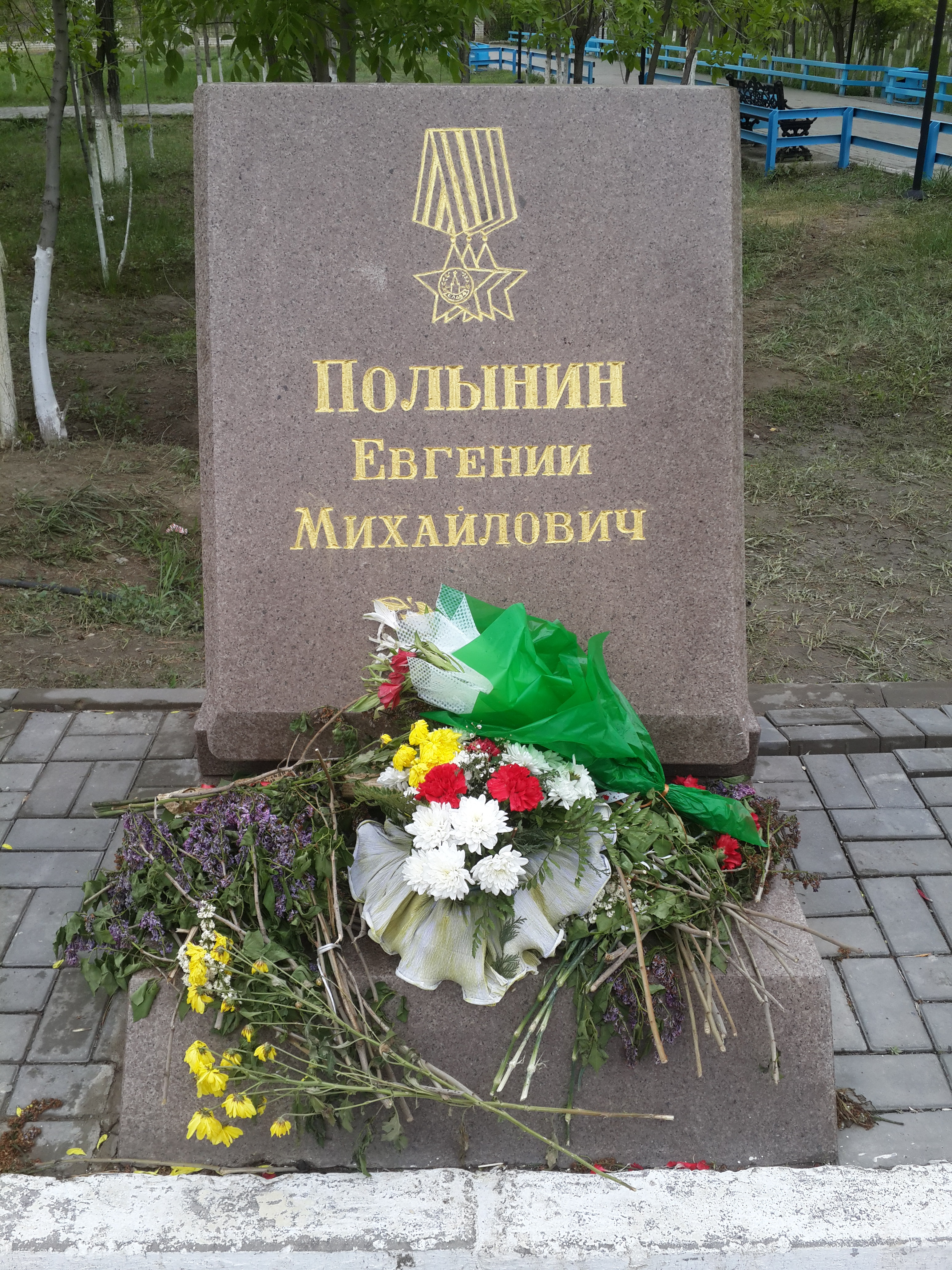
Полынин Е. М. мемориальная плита

В 1984 году был удостоен звания «Почётный гражданин города Гурьев». Бывшая улица Транспортная города Атырау была переименована и носит имя героя. На доме, в котором Евгений Михайлович жил последние два года, установлена мемориальная табличка. В парке Победы города Атырау также есть и мемориальная плита.